# Podstawowe twierdzenie Shannona
Podstawowe twierdzenie Shannona dla kanałów bezszumowych (ang. the fundamental theorem for a noiseless channel) – twierdzenie sformułowane przez Claude’a E. Shannona w 1948 roku, a dotyczy ograniczenia na minimalną średnią długość słów kodowych w kodowaniu utworzonym do zapisu symboli generowanych przez pewne dyskretne źródło danych o określonej entropii (średniej liczbie bitów na symbol).
Przez dyskretne źródło danych rozumie się tutaj źródło danych opisywane przez dyskretną zmienną losową, tzn. na wyjściu z określonym prawdopodobieństwem pojawiają się symbole z pewnego skończonego alfabetu.
Twierdzenie Shannona brzmi:
Dane jest źródło o entropii {\displaystyle H} (bitów na symbol) i kanał o przepustowości {\displaystyle C} (bitów na sekundę). Możliwe jest znalezienie takiego kodu, przypisującego transmitowanym symbolom różne ciągi bitowe, żeby prędkość transmisji wynosiła {\displaystyle {\frac {C}{H}}-\varepsilon } dla dowolnie małego {\displaystyle \varepsilon .} Ponadto nie można uzyskać średniej transmisji szybszej niż {\displaystyle {\frac {C}{H}}} (symboli na sekundę).
Można je zapisać w nieco inny sposób – jeśli {\displaystyle L} będzie oznaczało średnią długością słów kodowych (wartością oczekiwaną), wówczas twierdzenie Shannona nakłada na tę wartość dolne ograniczenie {\displaystyle H\leqslant L.} Innymi słowy nie można utworzyć jednoznacznie dekodowalnego kodu, który charakteryzowałoby się krótszą niż entropia źródła średnią długością słów kodowych.

## Kodowanie Shannona
Shannon w dowodzie swojego twierdzenia pokazał, jak utworzyć kodowanie, które ma dodatkową zaletę – średnia długość kodu może być co najwyżej o jeden bit dłuższa od entropii:
{\displaystyle H\leqslant L<H+1.}
Co więcej, jeśli rozważy się nie pojedyncze symbole, ale metasymbole – ciągi złożone z {\displaystyle n} kolejnych symboli – na mocy własności entropii układ nierówności przyjmuje postać:
{\displaystyle n\cdot H\leqslant L<n\cdot H+1,}
{\displaystyle H\leqslant {\frac {L}{n}}<H+{\frac {1}{n}}.}
Przy zwiększaniu {\displaystyle n} średnia długość kodów {\displaystyle {\frac {L}{n}}} coraz bardziej zbliża się do minimum.

## Efektywność kodowania
Dla kodowania podaje się efektywność, definiowaną jako iloraz {\displaystyle {\frac {H}{L}}\cdot 100\%} – najlepsze kodowanie charakteryzuje się efektywnością 100%. Efektywność kodowania Shannona nie jest największa, natomiast poniższe metody tworzenia słów kodowych dają lepsze wyniki:
- kodowanie Shannona-Fano – opracowane przez Roberta M. Fano,
- kodowanie Huffmana – opracowane przez Davida Huffmana,
- kodowanie arytmetyczne.